# Telford Challenger 1990
Il Telford Challenger 1990 è stato un torneo di tennis facente parte della categoria ATP Challenger Series nell'ambito dell'ATP Challenger Series 1990. Il montepremi del torneo era di $42 500 ed esso si è svolto nella settimana tra il 5 febbraio e l'11 febbraio 1990 su campi indoor in sintetico. Il torneo si è giocato nella città di Telford in Gran Bretagna.

## Vincitori

### Singolare
Fabrice Santoro ha sconfitto in finale  Peter Nyborg con il punteggio di 6–3, 5–7, 6–4.

### Doppio
Nick Brown /  Nicholas Fulwood hanno sconfitto in finale  Russell Barlow /  Martin Sinner con il punteggio di 6–2, 5–7, 6–0.